# ロードアイランド州の歴史
ロードアイランド州の歴史（ロードアイランドしゅうのれきし、英:History of Rhode Island）は、アメリカ合衆国ロードアイランド州の、植民地時代から現代までの歴史を扱う。ロードアイランドは1636年に信仰の自由を求めた移民が入植したときに始まり、アメリカの歴史の先端を歩んできた。南北戦争では戦場から遠かったので戦災を受けず、むしろ軍需品需要で産業革命が促進された。その労働需要のために多くの移民を受け入れ、現代でも移民が続いている。

## 植民地時代

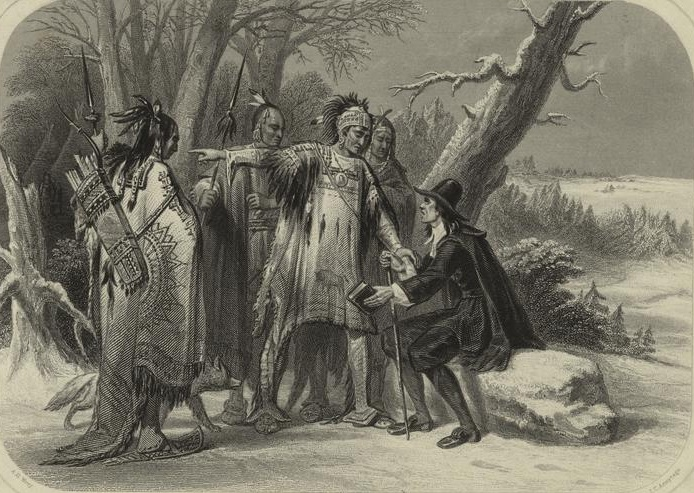
ナラガンセット族と会見するロジャー・ウィリアムズ

1614年、オランダの探検家アドリアン・ブロックが、現在のブロック・アイランドと呼ばれる島を訪れ、1625年までにオランダ西インド会社がナラガンセット湾のダッチ・アイランドに一時的な交易基地を設け、土地の先住民族と交易を行った。ナラガンセット族を含む先住民族はこの地域のほとんどを占拠しており、またニアンティック族とも密接な関係があった。先住民族の多くは疫病と戦争でその人口を大きく減らした。
1636年、ロジャー・ウィリアムズはその宗教観のためにマサチューセッツ湾植民地を追放され、ナラガンセット湾岸の一画に入植した。ウィリアムズはこの地をプロビデンス（神の摂理）と呼び、信仰の自由の場所と宣言した。下記はウィリアムズと他の入植者が作成した同意条項であり、プロビデンスに住もうとする者は署名を求められた。
我々は、その名前をここに記し、プロビデンスの町に住むことを願うものであり、住人、家長、町に組み込まれた者、および社会の事柄でのみ住人と同様に認められた者の多数の同意によって、秩序正しいやり方で作られた主体により公衆の利益のために作られる命令や同意事項に対し、積極的・消極的を問わず従うことを約束する。
当初、ロードアイランドは超法規的自治の植民地であり、ロンドンでの承認を得てはいなかった。1644年、ロードアイランドの代表がイギリス議会から認可を獲得した。しかし、1644年認可は清教徒革命中のものであり、議会と抗争中の国王チャールズ1世の同意を得てはいなかった。1660年のチャールズ2世による王政復古の後で、議会によって発行された認可の有効性が問われることになった。1662年ロードアイランドは認可を得るために代表団をロンドンに派遣した。翌年、チャールズ2世はかなりの程度の自治権を含む植民地の勅許を認めた。18世紀までに、ロードアイランドはコネチカットと共に、イギリス領北アメリカに残る唯2つの勅許植民地となった。
1637年、アン・ハッチンソンが異端の罪を問われてマサチューセッツ湾植民地を追放された。ハッチンソンとウィリアム・コッディントンやジョン・クラークを含む他の数人が、アクィドネック島にポーツマスの町を創った。1639年、コッディントンはポーツマスを離れ、アクィドネック島にニューポートの町を創った。
この都市に島の正式な政府が作られた。ウィリアム・コッディントンが最初の知事になり、フィリップ・シャーマンが初代秘書官になった。1643年、サミュエル・ゴートンがショーメット、現在のウォリックを創った。1644年、アクィドネック島はロードアイランドと名前を変えた。
ジョン・クラークは1663年にチャールズ2世により、ロードアイランド・アンド・プロビデンス・プランテーション（現在の州名に同じ）の勅許を得、2つの植民地を実質的に統合した。勅許の条項に従い、土地の所有者のみが選挙権を持つこととされた。産業革命の前で、ほとんどの住民は農夫であったが、これは民主的と考えられた。当初の勅許は1842年まで州憲法として使われた。
1664年、植民地の標章が採用された。碇と「HOPE」（希望）の文字をあしらっている。
ニューイングランドの住人と先住民族の関係は、最初は緊張していたものの、多くの流血沙汰までには至らなかった。ロードアイランドの近くに住む勢力のある民族はワンパノアグ族、ピクォート族、ナラガンセット族およびニップマック族であった。ワンパノアグ族のスカントという者がピルグリム・ファーザーズの元に留まりこの地域で生き残るための多くの有益な技を教えた。スカントは入植者と先住民族の和平にも大きく貢献した。
ロジャー・ウィリアムズは力のあるナラガンセット族と白人開拓者とが友好的関係を保たせることに長けており、植民地の隣人の尊敬を集めた。1637年、ナラガンセット族は説得されてイギリス人と同盟を結び、好戦的なピクォート族を殲滅する戦いに参加した。しかし、平和は長く続かなかった。1670年までに、ウィリアムズやピルグリムを友好的に迎えた種族までが開拓者と疎遠になり、ニューイングランド全体を巻き込む戦争の可能性が出てきた。
17世紀のロードアイランドで最も重要で衝撃的な出来事は、1675年から1676年にかけて起こったフィリップ王戦争であった。ワンパノアグ族の酋長メタコメットはイギリス人からフィリップ王と呼ばれていた。ポーツマスの入植者はメタコメットの父マサソイトから土地を購入した。メタコメットがイギリスに対して反乱を起こし、最初の攻撃はナラガンセット湾周辺で、ニューイングランド中に広がった。
1686年、イギリス王ジェームズ2世はロードアイランドに対し、ニューイングランド王領に帰属させる命令を下し、エドマンド・アンドロスを総督に指名した。これは植民地の勅許を取り下げることを意味したが、ロードアイランドはアンドロスが解任され、王領が解散するまでその領有を維持し続けた。1689年の名誉革命でウィリアム3世が王位に就くと、ロードアイランドは勅許に基づく植民地に戻った。

## アメリカ独立戦争と産業化　1770年-1860年

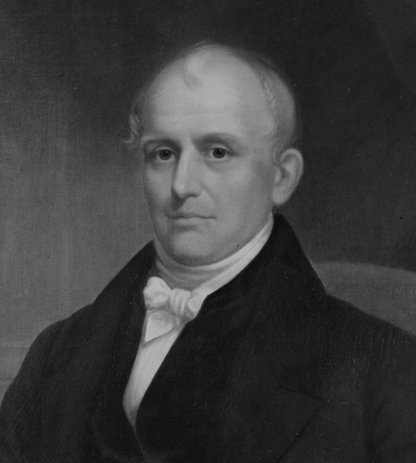
アメリカ産業革命の父、サミュエル・スレーター

1776年5月4日、ロードアイランドはアメリカのイギリス植民地の中で最初に独立を宣言した。独立戦争の間、イギリス海軍の艦隊がナラガンセット湾を支配し、時には島や本土を攻撃して、1777年から1778年にかけてはニューポート港を占領した。1778年夏に起こったロードアイランドの戦いはナラガンセット湾からイギリス軍を排除しようとしたものだったが、不成功に終わった。しかし、ラファイエット侯爵がこの戦闘を独立戦争で「最高の戦い」と呼んだ。翌年、イギリス軍はその戦力をニューヨークに集中させるためニューポートを放棄した。
1780年、ロシャンボー伯爵指揮するフランス軍がニューポートに上陸し、戦争の残りの期間、ニューポートはフランス軍のアメリカにおける駐屯所となった。フランス兵は感謝の気持ちで振舞ったため、ロードアイランド議会はカトリック教徒がロードアイランドに住むことを禁じていた古い法律を撤廃した。ロードアイランドにおける最初のカトリック・ミサがこのときにニューポートで行われた。
ロードアイランドは13植民地の中で最後にアメリカ合衆国憲法を批准した（1790年5月29日）。これは外国として扱われ関税を掛けると脅されたことによっていた。ロードアイランドの田舎における憲法反対運動は根強かった。1789年、反連邦党の政治家で独立戦争の将軍であったウィリアム・ウエストが1,000名の武装勢力を率いてプロビデンスに向かい、憲法を批准する9番目の州になる祝いの式に抗議した 。この時は、独立記念日を祝うことに限定して妥協し、内乱はかろうじて避けられた。
1790年、イギリスの移民サミュエル・スレーターがポータケットに合衆国では最初の織物工場を造り、スレーターはアメリカ産業革命の父と言われるようになった。19世紀のロードアイランドは多数の繊維工場を擁し、合衆国でも有数の工業化された州となった。
産業革命は多数の労働者を都市部に呼び込んだ。つまり恒久的に土地を所有しておらず、選挙権のない階層が増えた。1829年までにロードアイランドの自由白人男性の60%は選挙権を持たなかった。
この問題を解決するために幾つかの試みがなされたが、どれも通らなかった。1842年、トマス・ドールが進歩的な憲法を起草し、住民投票で成立した。しかし、保守的な当時の知事サミュエル・ウォード・キングは民意に反対し、ドールの反逆を指導した。この反乱は挫折したが、11月に修正された憲法が成立した。この新憲法では土地の所有者あるいは人頭税1ドルを払った白人男性全員に選挙権が認められた。

## ロードアイランドの奴隷　1652年-1850年
工業化に加えて、独立戦争後の時代にロードアイランドは奴隷貿易に深く関わることになった。ロードアイランドの奴隷制度は1652年に遡ることができる。1774年までにロードアイランドの奴隷人口は全体の6.3%となっており、他のニューイングランド植民地の2倍近くであった。18世紀遅く、ロードアイランドの幾つかの商家、中でもブラウン大学の名前の元になったブラウン家が著名であるが、積極的に奴隷三角貿易に携わった。ロードアイランドの商人はアメリカのアフリカ人奴隷貿易で60ないし90%を支配した。
1784年2月、ロードアイランド議会はロードアイランドに住む奴隷の段階的解放という妥協案を成立させた。3月1日以降に生まれる奴隷の子供はすべて「年季奉公」とされ、女は18歳、男は21歳になったときに開放されるとした。1840年、ロードアイランドでわずか5人のアフリカ系アメリカ人が奴隷のままであったと記録されている。
| 町                  | 1790年 | 1810年 | 1830年 | 1860年  |
| ------------------- | ------ | ------ | ------ | ------- |
| プロビデンス        | 6,380  | 10,071 | 16,836 | 50,666  |
| 拡大中の9町         | 14,424 | 21,432 | 31,361 | 65,343  |
| 拡大中の全町        | 20,804 | 31,503 | 48,197 | 116,009 |
| ニューポート        | 6,716  | 7,907  | 8,010  | 10,508  |
| 停滞した16町        | 37,133 | 35,709 | 39,064 | 50,992  |
| 減少中の6町         | 10,888 | 9,719  | 9,949  | 7,619   |
| ロードアイランド    | 68,825 | 76,931 | 97,210 | 174,620 |
| 資料: Coleman p 220 |        |        |        |         |

## 南北戦争から発展の時代　1860年-1929年
南北戦争のとき、ロードアイランドは北軍についた。ロードアイランドから25,236名が出征しこのうち1,685名が戦死した。ロードアイランドは銃後にあって、他の北部の州と共にその工業能力を使い戦争に勝つために必要な物資を軍に供給した。ロードアイランドの継続する成長と近代化により、都市の大量輸送システムを作り出し健康や衛生面の計画を改善した。戦後の1866年、ロードアイランドは州全体で人種差別を撤廃した。戦後の移民で州の人口は増大した。1860年代から1880年代にかけて、移民の多くはイングランド、アイルランド、ドイツ、スウェーデンおよびケベックからやってきた。しかし、19世紀の終わり頃は移民の大半はヨーロッパの南部と東部、および地中海地方からであった。20世紀への変わり目にはロードアイランドは空前の景気に沸き、移民を受け入れていくことができた。第一次世界大戦に向かう時代、アメリカの他の州に起こっている急進的な改革に比較して、ロードアイランドの体質は反動的なままであった。第一次世界大戦のとき、ロードアイランドから28,817名が出征しこのうち612名が戦死した。戦後、スペイン風邪の流行に見舞われた。
1920年代と1930年代は、ロードアイランドにやってくる大きな移民の波に反応して、ロードアイランドの田舎でスワンプ・ヤンキーからクー・クラックス・クランに入った者の嵐が吹き荒れた。クランはアフリカ系アメリカ人の子供のための学校であったシチュエートのウォッチマン専門学校を焼いたことに責任があると信じられている。

## 世界恐慌から現代　1929年-2007年

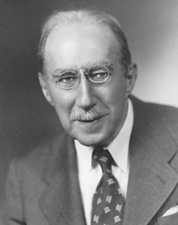
セオドア・フランシス・グリーン知事

セオドア・フランシス・グリーン知事と民主党が州の上下院で多数を占めて、19世紀半ばから続いた共和党の天下に取って代わった1935年「無血革命」以降、ロードアイランド民主党が州の政治を牛耳っている。そのとき以来、州下院議長は常に民主党員であり、州の政治を代表する顔になっている。民主党は労働組合の連合、労働階級の移民、知識人、学生および増えつつある少数民族中流階級の支持を受けている。共和党は田舎や都市郊外で強く、州の高い税金や過剰な民主党支配を批判する「良き政府」改革の候補者を偶に選んできた。クランストン市長のエドワード・D・ディプリートとステファン・ラッフィー、イーストグリニッジのドナルド・カルシェリ知事、およびプロビデンスの前市長ビンセント・チアンチ・ジュニアは、共和党の改革派候補者である。
チアンチは多くの支持を得たが、法律に触れる問題が発生した。1984年、不抗争の答弁を行い、5年間の執行猶予を宣告された。チアンチは1980年代の残り、ラジオのトークショーを担当していた。1919年チアンチは市長選に出て再選された。しかし2002年、恐喝、共同謀議および強要で告訴され、5年間の刑に服している。
政治的腐敗の文化を認識しながらロードアイランドの市民は民主党員を圧倒的に支持し要職に再選している。教育、健康管理および進歩的な動機を含む問題が促進されている